# 국도 제216호선 (중국)
국도 제216호선(중국어: 216国道)은 중화인민공화국 신장 위구르 자치구의 아러타이시를 출발, 창지 후이족 자치주를 경유, 우루무치시를 지나 발룬타이진까지 이어주는 총 연장 857 km 구간을 가진 일반 국도 노선이다. 그리고 이 국도는 아시안 하이웨이 4호선()의 일부로 구성되어 있다.

## 주요 경유지
| 주요 경로 및 거리 |           |
| \| 도시 \| 거리 (km) \| \| ----------------------------- \| --------- \| \| 신장 위구르 자치구 아러타이시 \| 0 \| \| 신장 위구르 자치구 푸캉시 \| 600 \| \| 신장 위구르 자치구 미둥구 \| 644 \| \| 신장 위구르 자치구 우루무치시 \| 662 \| \| 신장 위구르 자치구 발룬타이진 \| 857 \| |           |
| 도시 | 거리 (km) |
| 신장 위구르 자치구 아러타이시 | 0         |
| 신장 위구르 자치구 푸캉시 | 600       |
| 신장 위구르 자치구 미둥구 | 644       |
| 신장 위구르 자치구 우루무치시 | 662       |
| 신장 위구르 자치구 발룬타이진 | 857       |

## 같이 보기
- 중화인민공화국의 일반 국도